# Ladoga (djur)
Ladoga är ett släkte av fjärilar. Ladoga ingår i familjen praktfjärilar.

## Dottertaxa tillLadoga, i alfabetisk ordning[1]
- Ladoga angustata
- Ladoga angustefasciata
- Ladoga asamaensis
- Ladoga bifasciata
- Ladoga camilla
- Ladoga centralitaliae
- Ladoga completa
- Ladoga coreanitis
- Ladoga garrigai
- Ladoga glorifica
- Ladoga infraradiata
- Ladoga interrupta
- Ladoga japonica
- Ladoga kondoi
- Ladoga lactofasciata
- Ladoga lacustris
- Ladoga latealba
- Ladoga luctuosus
- Ladoga minamii
- Ladoga minor
- Ladoga misera
- Ladoga nigra
- Ladoga nigrina
- Ladoga obliterata
- Ladoga parva
- Ladoga prodiga
- Ladoga prorsa
- Ladoga puellula
- Ladoga rufoanulata
- Ladoga sibilla
- Ladoga stenotaenia
- Ladoga taccanii
- Ladoga taccaniisecunda
- Ladoga transpadana
- Ladoga xylostei